# Тату костюм

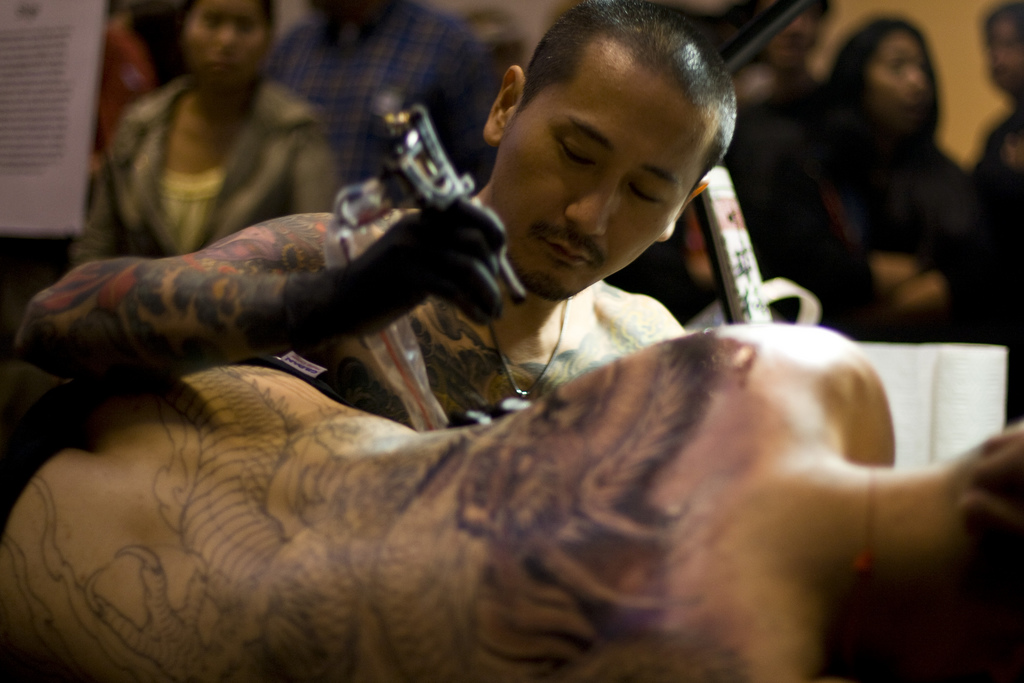
Майстер працює над Тату костюмом

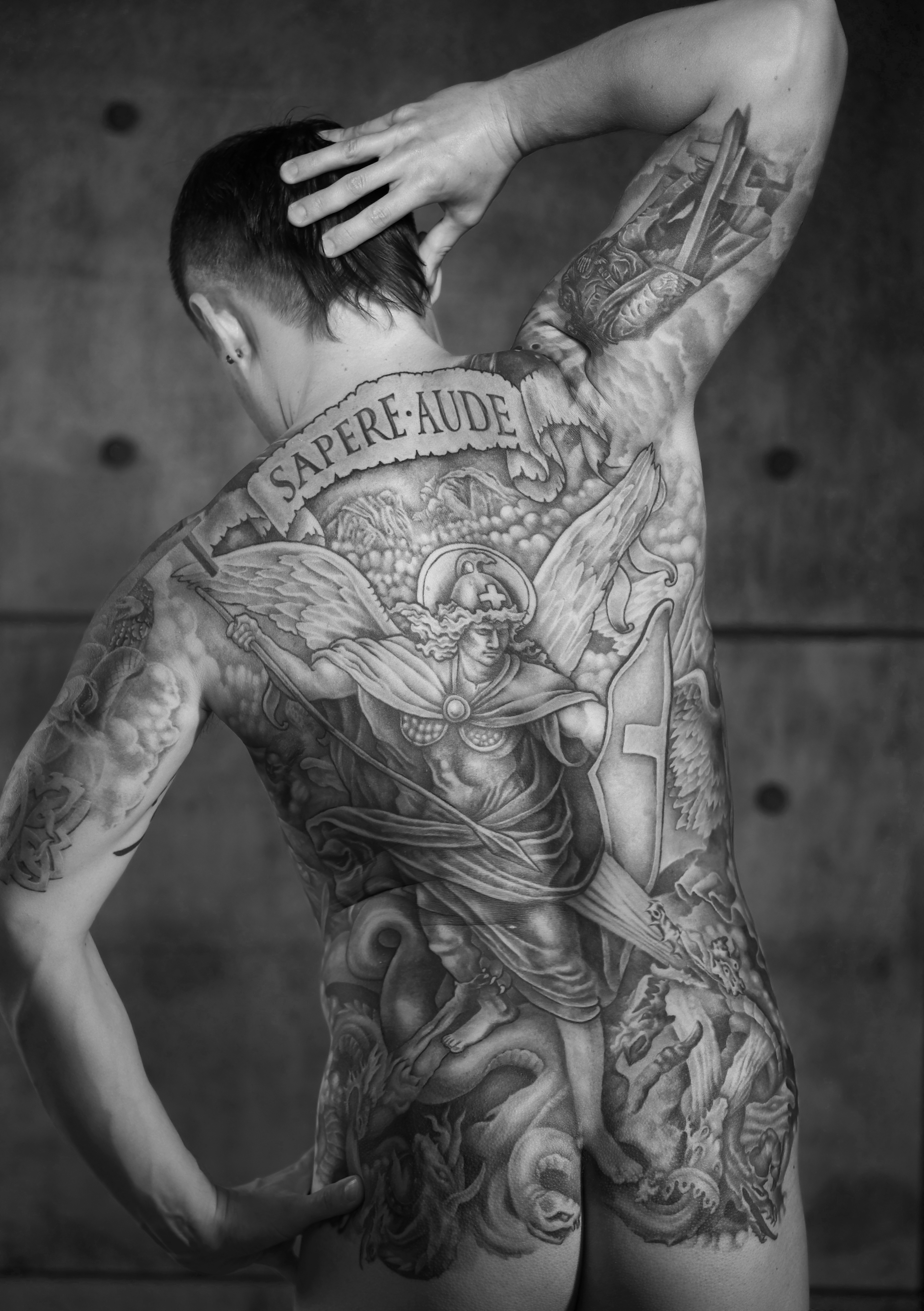
Спина — частина Тату костюма

Тату костюм (або Тату на все тіло також інколи просто Боді) — це обширне тату на весь торс або на все тіло.
Раніше такі тату пов'язували лише з фріками з циркових шоу, або з традиційним японським татуюванням, починаючи з 2000 років тату костюми набирають дедалі більшу популярнісь, це пов'язано з сучасними субкультурами, значний вплив на сучасну моду тату костюмів дали виконавці жанру дезкор, такі як Мітч Лакер, Олівер Сайкс, Ріккі Гувер.
В багатьох народів такі тату мають значний культурний вплив, вони представляють собою обряд посвячення, шлюб, або соціальний статус

## Відомі люди з тату костюмом
- Рік Дженест
- The Enigma